# Korjakengebirge
Das Korjakengebirge (russisch Корякское нагорье) befindet sich im Föderationskreis Ferner Osten im äußersten Osten von Russland (Asien).
Dort grenzt es als Teil des Ostsibirischen Berglands im Norden an das Anadyrtiefland und im Nordosten an das Anadyr-Plateau. Im Osten fällt es zum Beringmeer ab, das der nördlichste Teil des Pazifiks ist und Asien von Amerika trennt. In Richtung Süden schließt sich der Sredinnyj-Höhenrücken von Kamtschatka an. Im Westen geht es über einige Hochlandgebiete nach und nach in das Kolymagebirge über. 
In seinem zentralen Teil ragt das kaum bewohnte und etwa 750 km lange Hochgebirge in der Ledjanaja (⊙) bis zu 2562 m hoch auf. Im Korjakengebirge entspringen die Flüsse Welikaja und Talowka.